# المسكن الغامض
المسكن الغامض، بالفرنسية La Demeure mystérieuse رواية بوليسية من تأليف موريس لوبلان وظهرت فيها شخصية أرسين لوبين، نشرت لأول مرة مجزأة على 37 جزءا بين 25 يونيو/حزيران و31 يوليو/تموز 1928 في جريدة Le Journal، قبل أن يعاد نشرها مجمعة في كتاب واحد في يوليو/تموز 1929.

## ملخص الرواية
خلال 13 فصلًا تدور أحداث الرواية في عام 1907. في باريس تحيي المغنية ريجين أوبري حفل أوبرا ترتدي فيه ثوبا مرصعا بالماس الذي تعود ملكيته لتاجر الماس فان هوبن، لكن يتم اختطاف المغنية من قبل مجهولين، واقتيادها إلى مسكن غامض أين تجرد من الماس الذي كانت ترتديه، والغريب أن نفس الأمر يحصل مع عارضة الأزياء آرليت بعد وقت ليس بطويل. يقرر لوبين، متخفيا تحت هوية جان دي إنري التحقيق في القضية، ويصطدم من جديد بمنافسه بيشو. تتجه أصابع الاتهام نحو الكومت ميلامار، إلا أن القضية أكبر من مجرد سرقة، فجذورها تعود إلى عداوة نشأت بين عائلتين أيام الثورة الفرنسية.

## الاقتباس
تم اقتباس إحدى حلقات المسلسل التلفزيوني «أرسين لوبين» من الرواية، حملت الحلقة نفس عنوان الرواية، أنتجت سنة 1973 وعرضت في 5 يناير/كانون الثاني 1974 على قناة تي أف 1، وقام بأداء دور لوبين الممثل جورج ديكريار.

## الترجمة العربية
لغز القصر المهجور - مكتبة معروف.

## روابط خارجية
باللغة الفرنسية
- الرواية على شكل كتاب مسموع.
- معلومات حول حلقة مسلسل أرسين لوبين المقتبسة من الرواية.